# IC 4297
IC 4297 је спирална галаксија у сазвјежђу Береникина коса која се налази на листи објеката дубоког неба у Индекс каталогу.
Деклинација објекта је + 26° 25' 31" а ректасцензија 13h 35m 19,2s. Привидна величина (магнитуда) објекта IC 4297 износи 14,4 а фотографска магнитуда 15,3. IC 4297 је још познат и под ознакама UGC 8570, MCG 5-32-40, CGCG 161-82, NPM1G +26.0325, PGC 47906.